# SPORTS ON THE RADIO
SPORTS ON THE RADIO（スポーツオンザレディオ）は、SBC信越放送で2018年1月6日から毎週土曜日に放送されているスポーツ番組である。略称『スポラジ』。

## 番組概要
バスケットボールにフットサル、そしてサッカーに野球と信州のスポーツを盛り上げているチームや選手の生の声や最新情報を、世界の舞台を目指すアスリートの姿もお伝えする。

## 放送時間
土曜 11:00 - 12:00　SBCラジオで放送
2018年3月までは、土曜 12:00 - 12:55までの放送。

## 出演者

### 現在
メインパーソナリティ
- 三井順（2018年1月 - ）

アシスタント
- 尾関雄哉（SBCアナウンサー、2020年10月 - 、2020年10月 - 2021年12月までは小林惇希と隔週で出演していた。）

### 過去
- 石井嘉穂（当時SBCアナウンサー、2018年1月 - 2020年9月）
- 小林惇希（当時SBCアナウンサー、2020年10月 - 2021年12月18日）